# 加藤嘉明
加藤嘉明（日语：／ Katō Yoshiaki，1563年—1631年10月7日）是日本安土桃山時代和江戶時代的大名。父親是加藤教明，母親是堀尾氏，通稱孫六。兒子有明利、明成、明重及明信。官位為從四位下待從。江戶時代是伊予松山藩及會津藩主。
1917年（大正6年）11月17日贈從三位。

## 生涯
嘉明的父親為家康的家臣，1563年父親教明在三河一向一揆事件中加入了一揆軍，父子兩人被德川家康流放。後來受到加藤景泰的推薦，投靠了羽柴秀吉（日後的豐臣秀吉）。織田信長死後，羽柴軍與柴田勝家在賤岳交戰，當時表現活躍，被譽為賤岳七本槍的其中一人。參戰九州征伐後，擁有淡路志智15,000石領地。其後以及小田原征伐後以水軍身份協助秀吉。
順理成章地，嘉明在文祿之役當中擔當水軍，曾與李舜臣交戰。此外曾在籠城戰當中，成功救援加藤清正。此外的慶長之役亦以水軍身份參戰，在蔚山城之戰中成功救援缺糧兼被圍困倭城的部隊，因而被加封為10萬石大名，在豐臣秀吉死後返回日本。
1599年（慶長4年）曾策劃對石田三成襲擊。因此在關原之戰中成為了東軍的一員，參加過對岐阜城與大垣城之戰的攻城戰，且在關原之戰中與石田三成本隊激戰。東軍取得勝利後，增封至伊予國二十萬石，在1602年建築新的居城，名為伊予松山城。
大坂冬之陣時，由於家康依然擔心對舊主有所顧慮，被任命在江戶城擔任留守，由部下替他出戰。直到夏之陣才跟隨德川秀忠參戰。於1619年接收福島正則的舊領。後來在松山城建設完成之前轉封到東北地方的會津藩，並領有40萬石的土地，松山城在蒲生忠知統治的時代完成。1631年在江戶城的屋敷死去，終年69歲。死後葬在京都府京都市東山區大谷祖廟。
1627年，會津藩蒲生忠鄉死後，因為沒有子嗣繼承的關係，被幕府廢封，幕府決定將加藤嘉明移封至會津，成為四十萬石的大名。在嘉明死後，其兒子加藤明成繼承，但因為發生會津騷動，被幕府轉封至近江水口藩的二萬石。

## 主要家臣
- 佃十成
- 足立重信
- 塙直之